# Căprioara (Tulcea)
Căprioara (antiguamente Geaferca Rusă) es una localidad rumana de la comuna de Hamcearca, en el condado de Tulcea.

## Toponimia
El nombre antiguo del lugar puede encontrarse escrito con las grafías Geaferca-Rusă y Geaferca Rusă.  El término Geaferca es de origen turco. El lugar pasó a llamarse Căprioara en 1964.

## Historia
Se llamó antaño Geaferca-Rusă porque fue poblada por rusos después de la guerra de 1877-78. Hacia comienzos del siglo XX la localidad pertenecía a la comuna de Balabancea y al condado de Tulcea.
En la segunda mitad del siglo XX la localidad había pasado a formar parte de la comuna de Hamcearca. En el censo de 2021 la localidad tenía una población de 65 habitantes.